# Saint-Mitre-les-Remparts
Saint-Mitre-les-Remparts är en kommun i departementet Bouches-du-Rhône i regionen Provence-Alpes-Côte d'Azur i sydöstra Frankrike. Kommunen ligger  i kantonen Istres-Sud som ligger i arrondissementet Istres. År 2022 hade Saint-Mitre-les-Remparts 5 996 invånare.

## Befolkningsutveckling
Antalet invånare i kommunen Saint-Mitre-les-Remparts
Referens:INSEE